# Ходаевский
Ходаевский — посёлок в Поспелихинском районе Алтайского края. Входит в состав сельсовета 12 лет Октября.

## История
Основан в 1913 году. В 1928 году посёлок состоял из 25 хозяйств, основное население — русские. В административном отношении находился в составе Кизихинского сельсовета Рубцовского района Рубцовского округа Сибирского края. В 1931 г. состояло из 21 хозяйств, в составе того же сельсовета Рубцовского района.

## Население
| 1926 | 1931 | 1997 | 1998 | 1999 | 2000 | 2001 |
| ---- | ---- | ---- | ---- | ---- | ---- | ---- |
| 118  | ↘104 | ↘7   | →7   | ↘6   | ↘5   | ↘4   |
| 2002 | 2003 | 2004 | 2005 | 2006 | 2007 | 2008 |
| ↗11  | ↘5   | ↘2   | →2   | ↗3   | →3   | ↘2   |
| 2009 | 2010 | 2011 | 2012 | 2013 | 2014 | 2017 |
| →2   | ↘0   | ↗3   | →3   | →3   | →3   | ↘0   |